# 온 세상이 하얗다
《온 세상이 하얗다》는 2022년에 개봉한 대한민국의 영화이다.

## 캐스팅
- 강길우 : 김모인 역
- 박가영 : 류화림 역
- 강현중
- 윤정욱
- 신정원
- 이원준
- 왕보인
- 임성규
- 김민희
- 최민영